# ラティオキナティブスオオクワガタ
ラティオキナティブスオオクワガタ (Dorcus ratiocinativus) は、コウチュウ目・クワガタムシ科・クワガタ属・オオクワガタ亜属の1種であり、オオクワガタの仲間では小型種である。

## 形態
体長はオスは24 - 33.5mm、メスは27－28mm
体の色は、赤色の強いタイプと黒色の強いタイプとがある。
スツラリスオオクワガタを細くしたような体型で、両者は比較的近縁であると考えられている。

## 分布
インド北東部・シッキム

## 生態
山地に生息している。
生息数は、あまり多くはない。